# Xuân Thắng, Thường Xuân
Xuân Thắng là một xã thuộc huyện Thường Xuân, tỉnh Thanh Hóa, Việt Nam.
Xã Xuân Thắng có diện tích 41,08 km², dân số năm 1999 là 3872 người, mật độ dân số đạt 94 người/km².